# Bílhorod-Dnistrovski

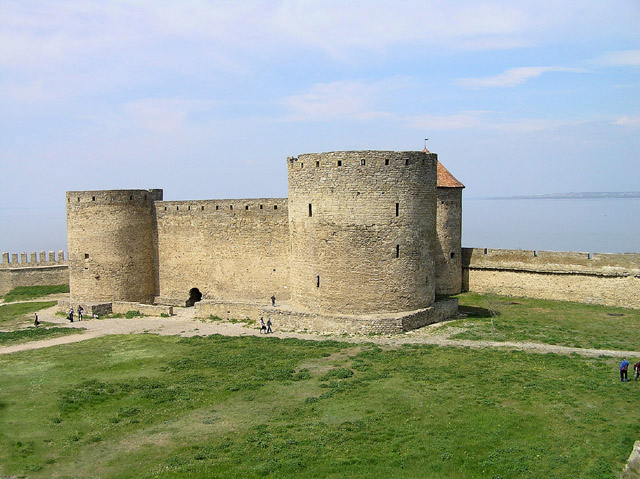
Interior de la fortalesa de Bílhorod-Dnistrovskyi

Bílhorod-Dnistrovski (ucraïnès: Бі́лгород-Дністро́вський, transliterat Bílhorod-Dnistrovskyi, moldau (romanès): Cetatea Albă; grec antic: Tyras; llatí: Album Castrum; a partir del s. XVI, sovint coneguda pel nom d'origen turc d'Аккерман o Akkerman) és una ciutat d'Ucraïna, a la dreta de l'estuari/ria del Dnièster, a prop de la mar Negra i de Moldàvia, a l'óblast d'Odessa a les regions històriques de Bessaràbia i Budjak. Tenia una població el 2004 de 48.100 habitants, la majoria ucraïnesos, amb un 28% de russos, 4% de búlgars, i 2% de moldaus. És capital del raion de Bílhorod-Dnistrovski

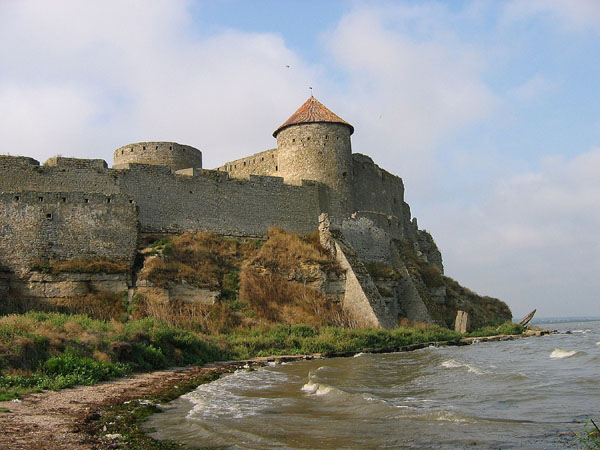
La fortalesa encara és sovint anomenada pel seu nom turc d'Akkerman. Aquí es veu l'estuari del Dnièster als seus peus.

## Noms
Bílhorod-Dnistrovski ha tingut diferents noms: els grecs l'anomenaren Ophiusa (Οφιούσα) o Tyras (Τύρας) (que era el nom del Dnièster); els romans li deien Album Castrum ("Castell Blanc"). Sota els romans d'Orient s'esmenta com Asperon, derivat del petxeneg "blanc". La paraula blanc està a la base dels seus successius noms. Altres noms romans d'Orient foren Leukopolis (Λευκόπολης) o Ciutat Blanca, Asprokastron (Ασπρόκαστρον), Maurokastron (Μαύροκαστρον) que en aquest cas vol dir Castell Negre del que va derivar el llatí Maurocastrum i Moncastrum i en italià Moncastro o Maurocastro. Sota domini moldau fou Alba Cetaea. De 1503 a 1918 (i 1940 a 1941) fou anomenada Ak Kirman o Akkerman (ucraïnès i rus: Аккерман) que en turc vol dir "Roca Blanca". Del 1918 al 1944 va recuperar el nom de Cetatea Albă, (Ciutadella Blanca). Del 1944 al 1991 fou anomenada en rus com a Belgorod-Dnestrovski (Бе́лгород-Днестро́вский) que vol dir Ciutat Blanca del Dniester. El 1991 va adoptar el seu nom en ucraïnès, Bílhorod-Dnistrovskyi (Бі́лгород-Дністро́вський). En búlgar s'anomena Белгород Днестровски (Belgorod-Dnestrovski), en gagaús Akerman (Акерман), en polonès Białogród nad Dniestrem, en hongarès Dnyeszterfehérvár, en hebreu עיר לבן (Ir Lavan), i en dialecte alemany local Walachisch Weißenburg o Akkerman.

## Història
Una colònia milèsia es va fundar el segle vi aC amb el nom de Tyras. Al període romà d'Orient s'hi va construir una fortalesa anomenada Asprocastron. És esmentada per Constantí VII Porfirogènit com a "fortalesa blanca" (Asprocrastron) i per l'anònim Toparcha Goticus com "Manrokastron" (fortalesa negra). La crònica de Voronej l'assenyala com una de les ciutats controlades per Rus' de Kýiv (Київський Русь, Kýivska Rus') al segle xi.
Els mongols s'hi van establir el 1241. Fou visitada sovint per mercaders genovesos que l'anomenaven Maurocastrum o Malvocastrum o Moncastrum i també Album Castrum. Abu l-Fida l'esmenta com Akča Kirman del que va derivar després Ak Kirman i Akkerman. Al segle xiv era una fortalesa genovesa sota l'administració de l'Officum Gazarie (Administració de Khazària) que abraçava les viles genoveses del nord de la mar Negra.
Sfântul Ioan cel Nou (Sant Joan Nou), patró de Moldàvia, fou martiritzat a la ciutat el 1330 durant un atac dels tàrtars. El 1391 fou ocupada pel príncep de l'estat recentment constituït de Moldàvia i va restar a les seves mans fins a 1484 amb el nom de Cetatea Alba. Va partir atacs per part de la flota otomana el 1420 i 1454 i el 1455 el voivoda Petru III va reconèixer la sobirania otomana sobre Moldàvia. Per un firman (decret) de 9 de juny de 1456 el sultà va concedir als comerciants de Cetaea Alba el dret de comerciar amb Edirne, Bursa i Istanbul.

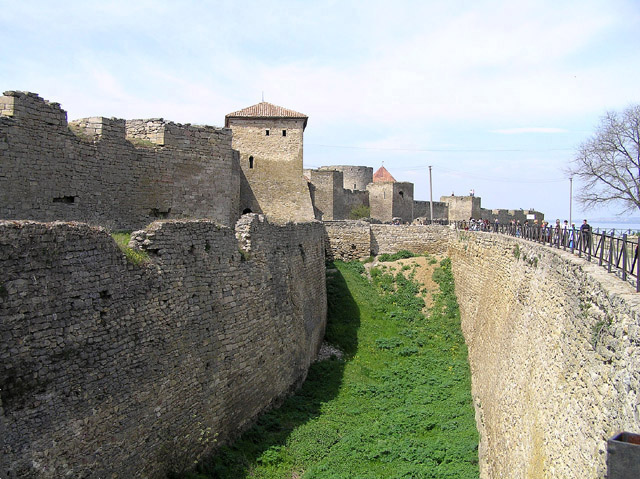
Murs de la fortalesa

El 4 d'agost de 1484 fou ocupada pels otomans, en operacions dirigides pel sultà en persona. Els habitants foren deportats a Istanbul i a Anatòlia i es va formar el sandjak d'Ak Kirman sota autoritat del beylerbeyi de Rumèlia fins al 1593 en què el sandjak fou transferit al nou eyalat d'Özi.
El 1502 s'hi va refugiar Xaikh Ahmad, darrer kan de l'Horda d'Or, que tractava de reagrupar les seves forces. El 1511 Selim I la va fer servir de base contra el seu pare Baiazet II (1 d'abril). El 1595 es va produir un intent d'ocupació per part del voivoda Aron de Moldàvia i després d'això s'hi van establir turc i tàrtars de Crimea i alguns nogais. Els germans Mehmed i Xahin Giray s'hi van establir el 1610 per fer expedicions cap a Ucraïna, però en foren expulsats pel seu germà el kan Djanbey Giray.
Entre 1618 i 1636 fou part de les possessions del tàtar Kantemir, paixà de Silistra que en aquestos anys va prendre el poder a la zona entre el Danubi i el Dnièster, i va derrotar el kalgay Husam Giray a la plana de la ciutat, però fou finalment decapitat pel sultà Murat IV. Fou visitada per Ewliya Čelebi el 1658 que en va donar una descripció. Hi va néixer el filòsof turc Mehmed Efendi Ak Kirmani. El 1667 fou teatre d'una batalla entre Mehmed Giray kan i Adil Giray.
El 1683 fou atacada pel cosac Kunicki, però fou rebutjat pel serdar Bosnak Sari Suleyman Pasha. Fou ocupada pels russos (general Igelström) el 1770 però restituïda a Turquia pel tractat de Küçük Kaynarca el 21 de juliol de 1774. La fortalesa fou restaurada el 1780. El 1789 fou ocupada altre cop per Potemkin però restituïda altre cop per la pau de Iași el 1792. El 1806 el coronel rus Förster i el príncep Kantakuzino la van ocupar altre cop; els tàtars van evacuar la regió cap a l'est del Dnièster. Fou confirmada a l'Imperi Rus per la pau de Bucarest del 1812. El 1826 s'hi va signar la convenció d'Akkerman entre l'Imperi Rus i l'Imperi Otomà relativa als principats romanesos i a Sèrbia (els hospodars i el príncep havien de ser nomenats per 7 anys pels respectius divans amb l'aprovació de les dues parts).
El 1918 va passar a Romania però els soviètics van imposar la cessió el 1940. El 1941 els romanesos la van conquerir durant la guerra i la van conservar fins al 1944. Fou inclosa a la República Socialista Soviètica d'Ucraïna, independent el 1991. Hi va néixer Nicolae Văcăroiu, ex primer ministre i president interí de Romania.